# 齋藤智裕
齋藤 智裕（さいとう ともひろ、1973年2月1日 - ）は、埼玉県出身の競艇選手。登録期70期。登録番号は3583。埼玉支部所属。

## 経歴・人物
- 師匠は加藤峻二。
- 1992年にデビュー。同期には濱野谷憲吾がいる。
- 通算優勝回数は2回。いずれも一般戦で挙げたものである。